# Stanisław Kusiba
Stanisław Kusiba (ur. 16 kwietnia 1922 w Krakowie, zm. 21 maja 2022 w Częstochowie) – polski stulatek, z zawodu inżynier mechanik, działacz motoryzacyjny i egzaminator, a także autor wspomnień o historii Częstochowy.

## Życiorys
Urodził się 16 kwietnia 1922 r. w Krakowie jako syn nauczyciela Kazimierza Kusiby. W młodości z powodu pracy ojca często zmieniał miejsce zamieszkania, żyjąc m.in. w Kuźnicy Białostockiej, Zdobłunowie i Tarnowie. Po przeprowadzce do Częstochowy w 1936 r. uczył się w tamtejszym gimnazjum im. Romualda Traugutta, uzyskując w 1938 r. małą maturę. W tym samym roku zdał egzamin na prawo jazdy.
W czasie wojny obronnej 1939 r. początkowo jako junak był przydzielony do zbiornicy meldunków obrony przeciwlotniczej. Wycofał się z Częstochowy wraz z jednostkami 7. Dywizja Piechoty, uniknął okrążenia w lasach złotopolskich i we Włoszczowie został wcielony do Batalionu Obrony Narodowej, z którym trafił do Krzemieńca i pobliskiej Białokrynicy. Tam został przydzielony do 1. Kompanii Wartowniczo-Lotniskowej 1. Pułku Lotniczego, w której był łącznikiem motocyklowym. Po wkroczeniu do Polski Armii Czerwonej został ranny i trafił do szpitala polowego, ale po sugestii sanitariuszek uciekł, by uniknąć wywózki do ZSRR. Do Częstochowy wrócił 13 października.
Po powrocie do Częstochowy pracował jako kierowca w hurtowni warzyw i owoców i kontynuował edukację na tajnych kompletach, zdając maturę. Zaraz po przejściu frontu w 1945 r. zaczął pracować jako zastępca dyrektora technicznego Państwowego Przedsiębiorstwa Samochodowego i w tym czasie odbudował kilkanaście samochodów ciężarowych i dwa osobowe. W 1946 r. stał się współudziałowcem spółki Autokomunikacja, która otrzymała koncesję na prowadzenie komunikacji miejskiej w Częstochowie na dwóch liniach z Zawodzia na ul. św. Barbary i z Wyczerp na Zacisze. W 1949 r. w ramach walki z prywatną inicjatywą przedsiębiorstwo dostało domiar z urzędu skarbowego, po czym je przymusowo zlikwidowano, a tabor zarekwirowano.
Wobec likwidacji spółki Kusiba został nauczycielem zawodu w Państwowym Ośrodku Szkolenia Motorowego dla Służby Polsce, po czym w 1952 r. podjął pracę w Polskim Związku Motorowym, m.in. jako wykładowca, egzaminator, kierownik ośrodka szkoleniowego, rzeczoznawca motoryzacyjny i szef podzespołu rzeczoznawców w Polskim Związku Motorowym. Ukończył w 1957 r. studia na Politechnice Gliwickiej, uzyskując dyplom inżyniera mechanika. W PZM pracował do emerytury, natomiast czynnym kierowcą był do wieku 95 lat.
Prywatnie posiadał licencję kierowcy rajdowego i wyścigowego, w związku z czym brał udział w rajdach, m.in. w autach własnej konstrukcji. Należał do Automobilklubu Częstochowskiego oraz Częstochowskiego Towarzystwa Cyklistów i Motocyklistów. Od młodości fascynował się lotnictwem i w 1948 r. nawiązał kontakty z tworzącym się Aeroklubem Częstochowskim, w którym odbył szkolenie na pilota sportowego, ale w 1949 r. został przez władze zweryfikowany negatywnie i otrzymał zakaz zbliżania się do lotniska. Należał też do Częstochowskiego Klubu Miłośników Historii im. Jana Pietrzykowskiego.
Po 2000 r. został mianowany podporucznikiem w stanie spoczynku.
Autor wspomnień dotyczących Częstochowy z lat 40.–60. XX wieku, publikowanych na łamach prasy.
Zmarł 21 maja 2022 r.